# フランコ・ロッシ
フランコ・ロッシ（Franco Rossi、1919年4月28日 - 2000年6月5日）はイタリアの映画監督である。
イタリア・フィレンツェ出身。B級映画、特にコメディ映画の多い監督だが、日本に入ってくる映画は多くはない。

## 代表作
- 華やかな魔女たち(1966)
- バンボーレ(1965)
- タヒチの誘惑(1965)
- おとぼけ紳士録 (1965)<未>
- 愛してご免なさい(1964)
- みんなが恋してる (1958)